# Agreste d'Itabaiana

Localisation de la microrégion de l'Agreste d'Itabaiana

L'Agreste d'Itabaiana est l'une des quatre microrégions qui subdivisent l'Agreste du Sergipe (Sergipe, Brésil).
Elle comporte 7 municipalités qui regroupaient 161 393 habitants en 2006, pour une superficie totale de 1 106 km2.

## Municipalités
Municipalités
- Areia Branca
- Campo do Brito
- Itabaiana
- Macambira
- Malhador
- Moita Bonita
- São Domingos